# Macaranga daviesii
Macaranga daviesii är en törelväxtart som beskrevs av W.N.Takeuchi. Macaranga daviesii ingår i släktet Macaranga och familjen törelväxter.
Artens utbredningsområde är Papua Nya Guinea. Inga underarter finns listade i Catalogue of Life.